# Übertragener Wirkungsbereich
Der übertragene Wirkungsbereich ist ein Begriff aus dem österreichischen Recht, der die Angelegenheiten bezeichnet, die eine Gemeinde, ein Gemeindeverband oder eine andere Selbstverwaltungskörperschaft im Auftrag und nach den Weisungen des Bundes oder eines Landes besorgt. Im Gegensatz dazu steht der eigene Wirkungsbereich.

## Verfassungsrechtliche Aspekte im Bereich der Gemeinden
„Der Wirkungsbereich der Gemeinde ist ein eigener und ein vom Bund oder vom Land übertragener.“

Damit – das Bundes-Verfassungsgesetz (B-VG) ist auch die Basis der Beziehungen der Gebietskörperschaften untereinander – steht der Begriff des übertragenen Wirkungsbereich in Verfassungsrang.

„Der übertragene Wirkungsbereich umfasst die Angelegenheiten, die die Gemeinde nach Maßgabe der Bundesgesetze im Auftrag und nach den Weisungen des Bundes oder nach Maßgabe der Landesgesetze im Auftrag und nach den Weisungen des Landes zu besorgen hat.“

Beim übertragenen Wirkungsbereich erledigen die Gemeinden in Österreich Verwaltungsangelegenheiten für Bund und Land. Hier haben die übergeordneten Gebietskörperschaften auch das Recht und die Pflicht der Weisung und der Aufsicht (Art. 119a B-VG). Im übertragenen Wirkungsbereich ist die Gemeinde als unterste Behörde der Bundes- oder Landesverwaltung tätig, es handelt sich um mittelbare Verwaltung, wodurch die – sonst als Gebietskörperschaft souveräne – Gemeinde (Selbstverwaltungskörper) auch zum Verwaltungssprengel des Bundes und der Länder wird.

## Aspekte der Kommunalverwaltung
Dass die Gemeinde hoheitliche Aufgaben übernimmt, stärkt die föderale Struktur, die Bürgernähe und entlastet die Zentralverwaltung, es gibt aber keinen Spielraum für politische Gestaltung der Kommunalverwaltung. Im Gemeindehaushalt stellen sie zudem eine große Belastung dar.
Es ist nur der Bürgermeister zur Vollziehung berechtigt (Art. 119 Abs. 2 B-VG), der kann aber „einzelne Gruppen von Angelegenheiten“ etwa Mitgliedern des Gemeinderats/Gemeindevorstandes übertragen (sachlicher Zusammenhang mit deren Aufgaben, Art. 119 Abs. 3 B-VG, als zwischenbehördliches Mandat). Das heißt, der Bürgermeister kann den Gemeinderat einbinden, ist aber nicht dazu verpflichtet.
Gegenüber der übertragenden Behörde ist der Bürgermeister Weisungsgebunden.
Aufgrund der Aufsichtspflicht der übergeordneten Körperschaften stehen Betroffenen gegen Bescheide des Bürgermeisters im übertragenen Wirkungsbereich ordentliche Rechtsmittel an Verwaltungsorgane außerhalb der Gemeinde zu.
Amtshaftung besteht durch die Gemeinde wie auch Bund respektive Ländern.
Insbesondere aber können die Aufgaben im Rahmen eines Gemeindeverbandes besorgt werden, was in Österreich in jüngeren Jahren immer häufiger stattfindet (schlankere Verwaltung).

## Angelegenheiten im übertragenen Wirkungsbereich der Gemeinden
Der Umfang dessen, was in den Wirkungsbereich der Gemeinden übertragen ist, ist im B-VG nicht genau geregelt. Es kann sich aber nur um Angelegenheiten der Hoheitsverwaltung handeln, die ausdrücklich dem Bereich zugewiesen werden, es gibt aber keinen Mindestumfang des Bereichs, noch einen Rechtsanspruch der Gemeinde.
Er ist jedoch umfangreich, und wird durch politische Dezentralisierungsmaßnahmen ebenso weiter ausgebaut wie durch die eGovernement-Initiative, die das Zusammenfassen verteilt gesammelter Daten und den Zugriff auf zentrale Plattformen erheblich erleichtert.
Zu den übertragenen Aufgaben im Wirkungsbereich der Gemeinde gehören oder können gehören:
- die Führung der Personenstandsbücher und Staatsbürgerschaftsevidenz (für das Innenministerium – ersteres seit 1870/1939,[9] letzteres seit 1965)[10]
- die Mitwirkung bei der Volkszählung (für das Bundeskanzleramt)[11]
- die Ausstellung von Staatsbürgerschaftsnachweisen (Innenministerium)
- die Ausstellung von Geburts-, Heirats- und Sterbeurkunden (Innenministerium, seit 1870/1939)[9]
- das Standesamtswesen (Länder und Innenministerium, seit 1870/1939)[9]
- das polizeiliche Meldewesen (Innenministerium)
- das Wohnungsamt (für das Sozialministerium)
- die Abwicklung des Sondernotstands (Sozialministerium)
- die Erfassung der Wehrpflichtigen (für das Verteidigungsministerium)
- die Säuglingsfürsorge (für Sozialministerium und Gesundheitsministerium)
- die Erfassung der Wahlberechtigten in der Wählerevidenz  (Länder,[12] Innen-[13] und Europaministerium[14])
- die Aufstellung von Wählerverzeichnissen, Stimm- und Eintragungslisten  (Länder, Innenministerium)
- die Mitwirkung bei der Durchführung von Nationalrats-, Bundespräsidenten-, Landtagswahlen, an Volksabstimmungen und Volksbegehren (örtliche Wahlbehörden, für Länder und Innenministerium)[15]
- die Mitwirkung bei der Abgabenverwaltung (für das Finanzministerium)[16]
- die Ausstellung von Tierpässen (für das Lebensministerium)
- die Kontrolle der Einhaltung der lebensmittelrechtlichen Vorschriften (Lebens- und Gesundheitsministerium, Länder)[17]

Daneben gibt es Aufgaben im eigenen Wirkungsbereich der Gemeinde, die ebenfalls hoheitliche Aufgaben besorgen, wie die Abfallbeseitigung. Diese nehmen eine Zwischenstufe ein, da sie beim Aufgabenkatalog des eigenen Wirkungsbereiches (Art. 118 Abs. 3 B-VG) nicht genannt sind.
Eine Mitwirkung in privatwirtschaftlichen Angelegenheiten des Bundes oder Landes (wie der Bundesgebäudeverwaltung) ist ausgeschlossen.

## Übertragener Wirkungsbereich bei anderen Selbstverwaltungskörpern
Auch nicht-territorialen Selbstverwaltungskörpern, wie etwa den Kammern oder den Sozialversicherungsträgern, können Aufgaben zur Besorgung im übertragenen Wirkungsbereich zugewiesen werden.

„Den Selbstverwaltungskörpern können Aufgaben staatlicher Verwaltung übertragen werden. Die Gesetze haben derartige Angelegenheiten ausdrücklich als solche des übertragenen Wirkungsbereiches zu bezeichnen und eine Weisungsbindung gegenüber dem zuständigen obersten Verwaltungsorgan vorzusehen.“